# 塚越昌幸
塚越 昌幸（つかごし まさゆき、1952年9月- ）は、日本の心理学者。専門は、臨床心理学、児童心理学。
元東京外国語大学保健管理センター教授。

## 略歴
1976年、東京教育大学教育学部卒業、1979年、筑波大学大学院心身障害学研究科博士課程退学（教育学修士）。
筑波大学心身障害学系助手等を経て、東京外国語大学保健管理センター助教授、2013年より同教授。2014年、同大学を定年退職。

## 研究業績
- 動作対話法の学童期吃音児への適用例，教育相談研究，41，79－87．2003年
- 「児童福祉の心理」（佐藤泰正他編　『福祉心理学』　学芸図書）　1998年
- 「不登校の理論と実際」　（宮下一博他編　『教育現場に根ざした生徒指導』　北樹出版）　1998年
- 「情緒・社会性の障害」（佐藤泰正編　『障害児心理学』　学芸図書）　1997年

| スタブアイコン | サブスタブ | この項目は、まだ閲覧者の調べものの参照としては役立たない、人物に関連した書きかけの項目です。この項目を加筆・訂正などしてくださる協力者を求めています（P:人物伝/PJ:人物伝）。 |